# Restio paludicola
Restio paludicola är en gräsväxtart som beskrevs av Hans Peter Linder. Restio paludicola ingår i släktet Restio och familjen Restionaceae. Inga underarter finns listade i Catalogue of Life.